# Pyrosekvensering
Pyrosekvensering är en metod för DNA-sekvensering (bestämning av ordningen på nukleotider i DNA) som baseras på principen "sekvensering genom syntes", där sekvenseringen utförs genom att detektera den nukleotid som är införlivad i ett DNA-polymeras. Pyrosekvensering använder sig av ljusdetektion baserad på en kedjereaktion när pyrofosfat frigörs, därav namnet pyrosekvensering. 
Principen för pyrosekvensering beskrevs första gången 1993 av Bertil Pettersson, Mathias Uhlen och Pål Nyren genom att under fastfassekvensering kombinera streptavidinbelagda magnetiska kulor med rekombinant DNA-polymeras som saknar 3' till 5' exonukleasaktivitet (korrekturläsning av DNA) och luminiscensdetektion genom att använda eldflugans luciferasenzym. En blandning av tre enzymer (DNA-polymeras, ATP-sulfurylas och eldfluge-luciferas) och en nukleotid (dNTP) läggs till enkelsträngat DNA som ska sekvenseras och inkorporeringen av nukleotid följs av mätning av ljuset som emitteras. Ljusets intensitet avgör om 0, 1 eller fler nukleotider har inkorporerats, vilket visar hur många komplementära nukleotider som finns på mallsträngen. Nukleotidblandningen avlägsnas innan nästa nukleotidblandning tillsätts. Denna process upprepas med var och en av de fyra nukleotiderna tills DNA-sekvensen för den enkelsträngade mallen har bestämts. 
En andra lösningsbaserad metod för pyrosekvensering beskrevs 1998 av Mostafa Ronaghi, Mathias Uhlen och Pål Nyren. I denna alternativa metod introduceras ytterligare ett enzym, apyras, för att avlägsna nukleotider som inte är införlivade i DNA-polymeraset. Detta gjorde det möjligt för enzymblandningen inklusive DNA-polymeraset, luciferaset och apyraset att tillsättas i början och användas genom hela proceduren, vilket gav ett enkelt upplägg som lämpar sig för automatisering. Ett automatiserat instrument baserat på denna princip introducerades på marknaden året därpå av företaget Pyrosequencing. 
En tredje mikrofluidisk variant av pyrosekvenseringsmetoden beskrevs 2005 av Jonathan Rothberg och medarbetare på företaget 454 Life Sciences. Detta alternativa tillvägagångssätt för pyrosekvensering baserades på den ursprungliga principen att fästa DNA som ska sekvenseras till ett fast underlag och de visade att sekvensering kunde utföras parallellt med hjälp av en mikrotillverkad mikroarray. Detta möjliggjorde DNA-sekvensering med hög genomströmning och ett automatiserat instrument introducerades på marknaden. Detta blev det första nästa generations sekvenseringsinstrument som startade en ny era inom genomikforskning, med snabbt fallande priser för DNA-sekvensering vilket möjliggör helgenomsekvensering till en överkomlig kostnad.

## Kommersialisering
Företaget Pyrosequencing AB i Uppsala, Sverige grundades med riskkapital från HealthCap för att kommersialisera maskiner och reagenser för sekvensering av korta DNA-strängar med hjälp av pyrosekvenseringstekniken. Pyrosequencing AB noterades på Stockholmsbörsen 1999. Det döptes om till Biotage 2003. År 2008 förvärvade Qiagen pyrosekvenseringsdelen. Pyrosekvenseringsteknologin licensierades vidare till 454 Life Sciences. 454 utvecklade en array-baserad pyrosekvenseringsteknologi som växte till en plattform för storskalig DNA-sekvensering, inklusive genomsekvensering och metagenomik.
Roche avvecklade 454-sekvenseringsplattformen 2013.